# Phylloneura
Phylloneura is een geslacht van libellen (Odonata) uit de familie van de Protoneuridae.

## Soorten
Phylloneura omvat 1 soort:
- Phylloneura westermanni (Hagen in Selys, 1860)